# Luxemburgische Annexionspläne nach dem Zweiten Weltkrieg
Die Luxemburgischen Annexionspläne nach dem Zweiten Weltkrieg waren  Pläne des Großherzogtums Luxemburg, ab 1945 Teile von Deutschland zu annektieren. Dies wurde als eine Möglichkeit der Kriegsreparation neben Geldzahlungen und dem Überlassen von Arbeitskräften in Betracht gezogen.

## Die Gebietsforderungen
Im Spätsommer 1945 wurden in Luxemburg von verschiedenen Seiten Gebietsforderungen gegenüber Deutschland laut. Vor allem die nationalistische Bewegung Lëtzebuerger Nationalunioun forderte, dass deutsche Gebietsteile, welche durch den Wiener Kongress im Jahre 1815 vom ehemaligen Herzogtum Luxemburg abgespalten worden waren, wieder an Luxemburg angeschlossen würden. Für diese Ideen eines „Großluxemburg“ gab es in Teilen der Luxemburger Bevölkerung Zustimmung.
Die Luxemburger Armee stationierte Truppen nach dem Zweiten Weltkrieg als eine Art Unterbesatzer in den Kreisen Bitburg und Saarburg unter der Kontrolle der französischen Besatzung. Dabei kam Luxemburg internationalen Verpflichtungen nach; unabhängig davon bestand auch der Wunsch, eine mögliche Annexion vorzubereiten.
In einem Memorandum vom 27. November 1946 verlangte die Luxemburger Regierung, die Grenze zwischen Deutschland und Luxemburg fünf bis zehn Kilometer ins deutsche Territorium hinein zu verschieben. Hiervon waren Gebiete von insgesamt 544 Quadratkilometern der deutschen Grenzkreise Bitburg, Saarburg und Prüm sowie Bereiche an der Our betroffen; dort lebten damals 31.188 Menschen. Das Gebiet umfasst rund 20 % der Flächen, die vom ehemaligen Herzogtum Luxemburg 1815 an Preußen gekommen waren.
Die Gebietsansprüche waren politisch, historisch und auch wirtschaftlich motiviert. Da die landwirtschaftlich geprägten Gebiete im Norden Luxemburgs während der Ardennenoffensive verwüstet worden waren, gab es den Wunsch nach einer Verbesserung der Versorgung mit landwirtschaftlichen Produkten. Auch die Verwirklichung eines seit 1920 geplanten Wasserkraftwerks an der Our und Verbesserungen der Verkehrsinfrastruktur waren Motive.
Diese Pläne wurden, wie auch belgischen, niederländischen und französischen Gebietsforderungen, von den drei Hauptsiegermächte des Zweiten Weltkrieges – der USA, Großbritannien und der Sowjetunion – mit Verweis auf die erheblichen Versorgungsprobleme durch bereits in ihren Besatzungszonen befindliche 14 Millionen Flüchtlinge aus den annektierten Ostgebieten des deutschen Reiches abgelehnt. Das Großherzogtum Luxemburg bestand trotzdem bis 1949 auf seinen Gebietsforderungen.

## Die Londoner Sechsmächtekonferenz

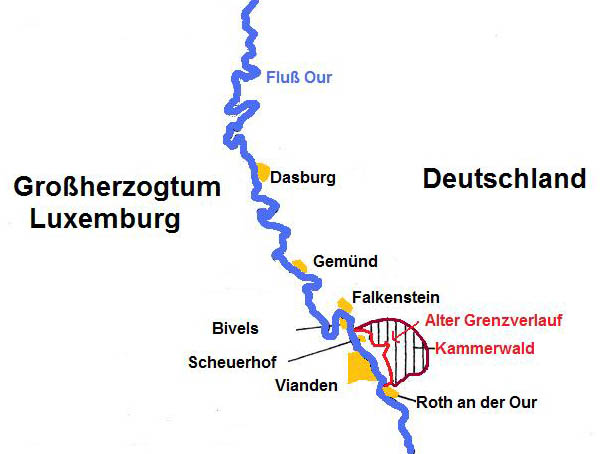
Luxemburgische Annexionspläne nach dem Zweiten Weltkrieg

Als Ergebnis der Londoner Sechsmächtekonferenz vom 7. Juni 1948 wurde unter Punkt 4 „Vorläufige territoriale Vereinbarungen“ folgendes festgehalten: „Die Delegationen sind überein gekommen, ihren Regierungen zur Überprüfung Vorschläge bezüglich gewisser geringfügiger vorläufiger territorialer Begradigungen in Verbindung mit den Westgrenzen Deutschlands zu unterbreiten.“
Dieses Ergebnis der Londoner Konferenz setzte die französische Regierung folgendermaßen um: Durch Erlass der französischen Militärregierungs-Verordnung Nr. 212 vom 23. April 1949 wurde die Eingliederung des Kammerwaldes mit der Ortschaft Roth und dem Gut Neuscheuerhof ins luxemburgische Staatsgebiet festgelegt. Das Gebiet umfasste eine Fläche von 547 ha nahe der luxemburgischen Ortschaft Vianden.
Kurz darauf verzichtete jedoch das Großherzogtum Luxemburg auf das Gebiet des Dorfes Roth und des Gutes Neuscheuerhof, so dass nur das unbewohnte Gebiet des Kammerwaldes von Deutschland abgetrennt wurde.

## Die Rückgabe
Im Vertrag vom 11. Juli 1959 zwischen dem Großherzogtum Luxemburg und der Bundesrepublik Deutschland verzichtete Luxemburg endgültig auf das Gebiet des Kammerwaldes und gab das Territorium an die Bundesrepublik Deutschland zurück. Die Bundesrepublik Deutschland zahlte dafür als Gegenleistung 58,3 Millionen DM an das Großherzogtum Luxemburg.